# スコッティ・ピッペン
スコッティ・モーリス・ピッペン・シニア（Scotty Maurice Pippen Sr., 1965年9月25日 - ）はアメリカ合衆国アーカンソー州ハンブルク出身の元プロバスケットボール選手。1990年代に6度優勝したシカゴ・ブルズの中心選手であり、1990年代にNBAを世界中に普及させることに貢献した1人である。1980年代後半から、2000年代前半にかけて活躍していた。
攻守にわたりバランスの取れたオールラウンダーであり、史上最高のスモールフォワードの1人と考えられており、1996年のNBA50周年を記念したNBA50周年記念オールタイムチームに選出され、ブルズ時代に着用していた背番号33は永久欠番となっている。

## 生い立ち、プロ入りまで
アーカンソー州ハンブルクという中西部の田舎町で12人兄弟の末っ子として生まれる。兄たちとともに幼少期からバスケットボールをプレイした。父親は製紙工場の従業員だったが、貧しい黒人家庭で大家族な上に高校進学の頃に父親が脳出血で倒れて全身が麻痺し、兄弟も2人が病気で亡くなるなど、生活は不幸と困窮を極めていた。働けなくなった父親に代わって家族全員が働き、アルバイトをして食いつなぐ生活だったが、スコッティは末っ子だったためかろうじて高校に入学することはできた。しかし様々なアルバイトを続ける一方でほとんどまともな食事をとったことはなく、当時のスコッテイは体格も小さくてやせ細った少年だったという。高校ではバスケットボールとフットボールをやっていたが、どちらも当初はレギュラーにはしてもらえず、マネージャーやタオルボーイをやっていた時期が長かった。バスケットボールで初めてレギュラーになったのは高校4年生のときだったが、当時は身長は175cm、体重は70kgくらいしかなく、ガリガリに痩せており、高校のコーチが「何であんなに痩せた少年をレギュラーにするんだ」と質問されるほどだった。しかし、当時ポイント・ガードとしてプレイしていたことが、後に試合中の視野の広さやパスのセンス、巧みなボールハンドリングの技術を磨くことになる。
やっと高校を無事に卒業できたスコッテイだが、スポーツ選手としてはNCAA所属の大学からはどこも勧誘を受けなかった。それでも、スコッティの境遇を知る恩師らの努力によりNAIA（全国大学体育協会）所属のアーカンソー中央大学に進学することができた。当初はチームのマネージャーとして入学したが、奨学金を受ける選手に欠員が出たためスコッティが奨学金を得ることとなった。ただし奨学金の額だけで生活するのは難しく、実家からの仕送りを期待することもできなかったので、スコッティは椅子の組み立てなどで副収入を得ていた。
奨学金を得てやっとまともな食事もとれるようになり、大学2年生になる頃には高校時代よりも身長も15センチほど伸び、体重は30kgも増えて200cm、100kg近い体格となり、秘められていた才能が開花し始めた。奨学金も全額支給されるようになった。スコッティは対外試合で平均20得点、10リバウンド以上の活躍をするようになったが、大学と所属リーグがマイナーだったためプロから注目されることはなかった。彼自身も大学を卒業できたら体育教師になって実家に仕送りしようと考えていた。しかしながら大学の監督やプロのスカウトらの働きかけもあって、ついにシカゴ・ブルズのジェネラルマネージャー、ジェリー・クラウスの目にとまるようになる。

## 経歴

### 80年代
1987年のNBAドラフトで、シカゴ・ブルズのゼネラル・マネージャー、ジェリー・クラウスは地道な調査によってスコッティ・ピッペンという「隠れた逸材」を「発見」し、注目されないままに2巡目の後半くらいで指名してしまおうと考えていた。しかし、多くの新人たちが参加する最後のトレーニング・キャンプでスコッティ・ピッペンは活躍を見せ、それに注目したサクラメント・キングスが1巡目の上位でピッペンを指名するかもしれないという情報がブルズ首脳陣にもたらされる。シカゴ・ブルズはこの年は1巡目は8位と10位の指名権しか持っていなかったため、1巡目5位の指名権を持っていたシアトル・スーパーソニックスにドラフトの前日の深夜までかかって交渉を持ちかけ、成立させる。それはスーパーソニックスがスコッティ・ピッペンを全体で5番目に指名し、ブルズはオルデン・ポリニスを指名してその直後に両チームで将来のブルズの指名権を付けてトレードし、交換で入団させるというものであった。かくして1巡目の5位という本人も信じられなかったという高い順位で指名されたピッペンだが、会場の観客はもちろん、関係者やアナウンサーもピッペンのことをほとんど知るものがなく、あちこちから「Who?(誰?)」という声が上がり、アナウンサーも「おそらく初めて聞く名前でしょう」と紹介していた。
新人の頃は言葉の訛りが強く寡黙であったため、キャリア初期にはインタビューに苦労したという逸話を残している。また、粗野な田舎者そのままの言動で、チームのコーチたちは基本的な礼儀作法から躾けなければならなかったという。
最初の年はブラッド・セラーズとチャールズ・オークリーの交代要員であったが、毎日の練習ではマイケル・ジョーダンに直接鍛えられた。ジョーダンはピッペンと出会って、「やっと自分と同じくらい才能のある選手が入ってきた」と感じたという。また、後に仇敵となるデトロイト・ピストンズのデニス・ロッドマンも当時からすでに、「あいつはいずれ史上最高のフォワードの一人になるだろう」とその才能を見抜いていた。1988年にはスターターの地位を奪いホーレス・グラントと共にブルズのフォワードを務めることになる。この年、マイケル・ジョーダンに率いられたチームはイースタン・カンファレンスのプレイオフの準決勝まで進出。スコッティは選手として成長を続け翌年に決勝まで進出する原動力となり、初めてオールスター・チームの一員に選ばれている。
この時期のシカゴ・ブルズは毎年のプレイオフでデトロイト・ピストンズと対戦し、そして敗れていた。ピストンズは「バッドボーイズ」の異名を取る荒いチームで、試合では相手に恐怖心を与えるほどラフなファウルも厭わない激しいディフェンスをしかけてきた。ある年のプレイオフではスコッティはデニス・ロッドマンに観客席まで突き飛ばされ、顔を縫う負傷を負った。ピストンズの「ジョーダン・ルール」と呼ばれた戦術では、ジョーダンを2人、3人がかりで抑える一方、セカンド・スコアラーとなっていたピッペンを集中的に攻撃し、ジョーダンを孤立させて助けてもらえなくするという方針が徹底されていた。また、ブルズのチーム事情からも、ピッペンはオフェンスではデニス・ロッドマンにマークされ、ディフェンスではビル・レインビアをガードしなくてはいけなくなり、もっともラフプレーのひどかった選手2人と戦わなければならず、「彼がいつも一番ひどい暴行を受けていた」とヘッドコーチのフィル・ジャクソンが語ったほどだった。1990年のプレイオフ、イースタン・カンファレンスのファイナルでブルズはピストンズと対戦しスコッティは第7戦までもつれたシリーズの大事な場面で原因不明の偏頭痛に襲われ、ほとんどまともにプレーすることができなくなり、チームはまたしてもNBAファイナル進出を逃した。以前にもピッペンはプレイオフでビル・レインビアに暴行を受けて恐怖に駆られたのかその後の試合を欠場したことがあり、ジョーダンを初めとする一部の人々は、スコッティが土壇場に弱いと批判するようになった。
しかし、この敗戦後、自分のひどいプレーに心底悔しい思いをしたピッペンとホーレス・グラントは敗戦の翌日からブルズの練習場に現れ、来シーズンのためにトレーニングを始めていた。

### 最初のスリーピート
それでもピストンズを7戦目まで追い詰めたブルズの成長は明らかで、スコッティもチームの躍進を支えた選手の1人だった。毎年平均20点前後を記録し、ジョーダンに次ぐチームのセカンド・スコアラーとなっただけでなく1991年にピッペンはオールディフェンシブセカンドチームに選出され、リーグ有数の好ディフェンダーであることを証明した。リバウンドやアシストも1試合平均6～7個を記録し、NBA有数のオールラウンダーであることは明らかだった。そして、この年のプレイオフ、精神的にも成長したピッペンの活躍もあってシカゴ・ブルズはカンファレンス・ファイナルではピストンズを4勝0敗で破り、ブルズは悲願のNBAファイナル進出を果たす。かつての王者ロサンゼルス・レイカーズと対戦したファイナルのシリーズでは当初、ジョーダンがマジック・ジョンソンをガードしたが、攻守に渡っての負担もあってブルズは第1戦に敗れてしまう。第2戦からはコーチのフィル・ジャクソンは若いスコッティ・ピッペンにマジック・ジョンソンのガードを託す大胆な作戦を採った。ピッペンはマジックを長い腕を生かしてガードして苦しめ、思うようにアシストパスができないように優れたディフェンスを見せる。その一方で最終戦となった第5戦ではトリプル・ダブルを達成するなど攻撃面でも大活躍し、第2戦からはブルズは4連勝して一気に初の優勝を決めた。この時からピッペンはジョーダンの単なるチームメイトの一人ではなく、リーグでも有数の実力者であることが確固たるものとなった。
同じ1991年、スコッティは以後チームを去るまで続く長期契約をブルズと交わした。このことが後年チームのフロントとの間に確執を生む遠因になる。やっと優勝を達成し、実力を証明はしたが、背中の故障がピッペンに不安をもたらしていた。自分の選手生命はもうすぐ終わってしまうのではないかという予感に悩まされていたピッペンは一時の大金よりも長期の保証を求めて最長7年間で当時としては最高額近い契約(年額200万ドル程度と言われている)を結んだが、当時のNBAは世界的な人気爆発の時期にあり、選手の年俸は年々倍増に近い金額で増え続けていた。ブルズの首脳陣からもこのような契約を結ぶと後悔することになると注意されたがピッペンは聞き入れなかった。まもなく、ブルズ首脳陣の言葉どおり、NBAの一流選手は年俸1000万ドル近い契約を結ぶ選手が続出し、ピッペンの年俸は7年後にはリーグの平均以下にまでなってしまう。その後本人は何度も契約の撤回を求めたがチームは応じようとしなかった。また、ブルズでも年俸がピッペンより高いのに成績の低い選手まで現れ、ピッペンがそれをあからさまに非難するなど本人にも周囲にも多くの確執をもたらした原因となった。
1992年、スコッティはオールNBAセカンドチームとオールNBAディフェンシブファーストチーム入りを果たし名実ともにリーグのトップクラスの選手と認められた。このシーズン、シカゴ・ブルズは67勝15敗というリーグ最高の成績でシーズンを終える。プレイオフで一時ニューヨーク・ニックスのラフプレーに悩まされるシーンもあったが最終戦で撃破してNBAファイナルに進出、ポートランド・トレイルブレイザーズを4勝2敗で下して2連覇を果たす。翌1992-93シーズンはフェニックス・サンズにホームコートアドバンテージを奪われたものの敵地で6戦目に勝利し、「スリーピート（3連覇）」を成し遂げた。これはNBAでも1960年代以来となる歴史的な快挙だった。

### ジョーダン引退期
マイケル・ジョーダンというNBA史上最高といえる選手が同じチームにいたこともあり、スコッティは過小評価される向きがあった。1993年にジョーダンが野球選手への転向を発表し、引退した時、翌シーズンのブルズは相当に成績を落とすだろう、プレイオフにも出場できないだろうという予想がよく聞かれた。しかし、翌1993-94シーズンには前シーズンより2勝少ないのみの55勝を挙げる原動力になり、スコッティはチームリーダーであることを証明した。また個人成績でもシーズン平均22.0得点、8.7リバウンド、5.6アシストという全キャリアを通じても最高水準の結果を残しており、オールスター戦ではMVPに選ばれた。
このシーズンのプレイオフ、ニューヨーク・ニックスに敗れたカンファレンス・セミファイナル第3戦で、試合時間残り1.8秒、最後の逆転を狙う場面で監督のフィル・ジャクソンはトニー・クーコッチにシュートを打たせるプレイを指示した。納得できなかったスコッティは出場を拒否した。クーコッチはシュートを決めてブルズは逆転に成功したものの、スコッティの行動はチーム内で議論を起こしファンやマスコミには批判された。このニックスとのシリーズではブルズは20点差以上リードした試合でもタフなディフェンスに苦しめられたか逆転負けを喫することがあった。「マイケル・ジョーダンのいないブルズ」は大方の予想を覆す好成績を残し、プレイオフでも善戦はしたものの、ニックスとのシリーズでは最終第7戦で敗れてしまう。
翌1994-95シーズン、スコッティは前シーズンとほとんど変わらないオールラウンドな数字を残す。またこのシーズンも引き続きオールNBAファーストチーム、オールNBAディフェンシブファーストチーム入りしリーグの第一人者であることを示す。また、このシーズン、ピッペンはキャリアで唯一となる投票による選出以外のタイトル、スティール王を獲得している。フォワードがこのタイトルを獲得するのは極めて珍しく、彼の能力の高さを示すものであった。しかし、このシーズンの開幕前にピッペンの大の親友であり、ブルズのゴール下を支え続けたパワー・フォワードのホーレス・グラントがオーランド・マジックに移籍してしまっていた。彼もやはりブルズのチーム内で自分があまりに評価が低いことに不満を持っており、フリーエージェントで高額契約を手にするための移籍であった。ピッペンは「ホーレスを失ったチームではプレイしたくない」などと首脳陣を批判したりトレードを要求しては撤回したりと周囲との確執が徐々に増えていった。シカゴ・ブルズの成績は47勝35敗と前のシーズンより落ちてしまうが、このシーズンの末にはジョーダンの復帰という大きな出来事があった。復帰したジョーダンは「このチームのリーダーはピッペン」と語ったが、スコッティが2シーズンに及んだチームリーダーの重責から部分的にも解放されたのは事実であった。このシーズンのブルズは、復帰したばかりのジョーダンが本来の安定感を欠いていたこと、インサイドのリバウンドやディフェンスが弱体化していたこともあってプレイオフのカンファレンス・セミファイナルでオーランド・マジックに2勝4敗で敗れている。
ジョーダン不在の2年間は1994年のプレイオフでの出場拒否事件もあったもののスコッティにとってはチームを率いる立場で実力を示した時期でもあり、リーグを代表する選手として認められた時期でもあった。

### 後期スリーピート
失意のうちに終わった前シーズンのあと、1995-96シーズンのシカゴ・ブルズは歴史に残る躍進を遂げる。
復帰当初は精彩を欠いたジョーダンは、このシーズン再びリーグ最高の選手として活躍を開始した。そして、前年の屈辱的な敗戦、特にブルズを出てオーランド・マジックに移ったホーレス・グラントにプレイオフの大事な場面で活躍されたことはブルズの首脳陣にインサイドで頼りになる選手がいかに大切かを知らしめた。タイトルを奪還するために補強する選手の候補として名前が挙がったのが当時サンアントニオ・スパーズでチームメイトとの確執によりチームが放出したがっていたデニス・ロッドマンであった。デニス・ロッドマンは当時すでに4年連続でリバウンド王を獲得し、最優秀ディフェンス賞も2度獲得するなど実力は文句なしだったが、その強すぎる個性と性格のため周囲とのトラブルが絶えず、さらにかつてブルズを苦しめ続けたデトロイト・ピストンズの一員だった。ピッペンはかつてプレイオフでロッドマンに突き飛ばされて顎に裂傷を負い、「毎朝、髭を剃るたびにロッドマンのことを思い出す」と言うくらい嫌っていた。しかし、彼はまた優勝するためにはロッドマンの力が必要だと理解し、ジョーダンと共に過去の恨みを捨ててチームに迎え入れることに同意する。ブルズに移籍したロッドマンはその年もリバウンド王を獲得し、ディフェンスやポストプレーなどでもチームに確実に貢献していた。ピッペンは相変わらずオールラウンドな選手だった。ジョーダン、ロッドマン、ピッペンの3人はリーグでも最高のトリオと見なされ、シカゴ・ブルズはリーグを席捲した。72勝10敗というNBA歴代最高の勝ち数でプレイオフに進んだブルズは昨年敗れたオーランド・マジックを東地区の決勝で4連勝で撃破。ファイナルではシアトル・スーパーソニックスと対戦、4勝2敗で4度目の優勝を飾った。
翌1996-97シーズンもブルズは好調で、69勝13敗でレギュラーシーズンを終える。シーズン中にロッドマンがカメラマンへの暴行で出場停止だった時期もあり、終盤に故障者が出るなど昨年ほどの勝ち星ではなかったが、それでもNBA歴代2位タイの成績だった。プレイオフでは再び相手チームをほとんど寄せ付けない強さをみせ、東地区決勝のマイアミ・ヒート戦ではピッペンが相手のラフプレーに悩まされたり、足首を痛めるシーンもあったが4勝1敗で撃破。NBAファイナルへ進みユタ・ジャズと対戦。第5戦でジョーダンの体調不良で危機的状況へ陥った場面もあったが、ピッペンがしっかりとジョーダンをサポートし、ブルズは逆転勝ち。ジャズを4勝2敗で下し、5度目の優勝を果たす。
チームは歴史的にも最高のレベルへ達していたが、この時期よりピッペンとチームフロントとの確執が公に語られるようになる。
1990年代はNBA選手の年俸が高騰した時期だった。スター級の選手が数百万ドルから数千万ドルの年俸を得るようになると、ピッペンの1991年に結んだ契約は時代遅れに見えてきた。個人成績や受賞歴、チームへの貢献度から言ってもピッペンはリーグでもトップクラスの選手だったが、年俸はリーグの100位以下でありチームの控え選手だったトニー・クーコッチより低かった。
加えて、チームのジェネラルマネージャージェリー・クラウス個人との確執が事態をさらに悪化させた。クラウスは年俸に関しては常に渋く、交渉の場ではしばしば選手を傷つける発言をした。またクラウスは好んでチームの遠征へ同行し、それが選手との関係をさらに複雑にした。ある遠征の時、スコッティは選手たちのいる前で公然とクラウスを罵ったことがあり、それがマスコミに報じられる事態も起きた。スコッティはこのシーズンの最中、公にトレードを要求したこともあった。
翌1997-98シーズンはフィル・ジャクソン監督の引退の可能性が語られ、またピッペンの去就もしばしば話題にされた。ジョーダンは「ジャクソンとピッペンが残れば自分も残る」と語り、強豪ブルズ最後のシーズンになるかどうかがファンやマスコミの関心事だった。このシーズンはブルズ2度目の「スリーピート」つまり6回目の優勝がかかっていた。
結局、開幕前にピッペンのトレードは行われず、優勝メンバーはそのままのチームで6度目の優勝を狙うことになったブルズだったが、昨シーズンのプレイオフ、マイアミ・ヒート戦で痛めていたピッペンの足首は回復せず、迷い続けた末に手術することを決断した。開幕時期の手術によりピッペンは約3ヶ月近く欠場した為、長年自分に対してひどい扱いを続けていたチーム首脳へ当てつけるための行為ではないかという憶測もささやかれた。万能選手だったピッペンを欠いたブルズは開幕直後に大苦戦し、一時はプレイオフの出場さえ危ぶまれ、ピッペンの存在の大きさが改めて証明された。その後、残りのメンバーたちは徐々に連携を取り戻し、献身的なプレーでチームを支えオールスター戦の頃にはついに東地区の首位へ立つ。コートサイドでスーツ姿で試合を観戦し続けていたピッペンは、次第にチームメイトへ笑顔で声援を贈るようになり、周囲とのわだかまりも少しずつ消えていった。そして2月の試合でついに復活したピッペンへ観客から大声援が贈られ、ブルズは完全に勢いを取り戻した。このシーズンのブルズは結局62勝20敗でリーグ1位タイ。プレイオフでブルズはラリー・バードがヘッドコーチをつとめていたインディアナ・ペイサーズに最終戦まで粘られるなど苦しみながらもNBAファイナルへ進出し、再びユタ・ジャズと対戦。昨年と違ってホームコートアドバンテージのないシリーズで、休養十分なジャズに対して連戦続きのブルズは今度こそ勝てないのでは? と不安視されていた。しかし、初戦は敗れたものの、その後の3試合でピッペンが見事なディフェンスをみせ、何度も相手選手からオフェンス・ファウルを誘って攻撃のリズムを崩し、ブルズは3連勝。一気に優勝決定かと思われた第5戦だったがジョーダンとピッペンが共にシュートが不調でブルズは敗れ、再び敵地ソルトレークシティへ舞台を移すことになった。第6戦、試合序盤にダンクシュートを決めたピッペンだったが、そのとき、それまで激しいディフェンスを続け為に痛めた腰痛が再発。激痛でロッカールームへピッペンが下がってしまうとジャズは猛攻を開始。常にリードされ続けるブルズは、ジョーダンがこの試合45得点の活躍で何とか離されずに付いていく。そしてピッペンはロッカールームで腰へ消炎剤を塗り、激痛に耐えながらコートへ戻って必死のプレーを見せる。試合の終盤、残り数秒でジョーダンがロッドマンのマークに気を取られた相手エースのカール・マローンからボールをスティール、そして次のプレーでシュートを決め、ブルズはジャズを1点差の逆転勝ち。敵地で苦しみ続けて最後の優勝を手にしたピッペンは感激に涙を流し続けていた。
シーズン後、ジャクソンとジョーダンは引退、ブルズの最強チームは解体されて再建へ入り、ピッペンはついに本人の希望したトレードにより11年間過ごしたチームを去った。

### ブルズ以後

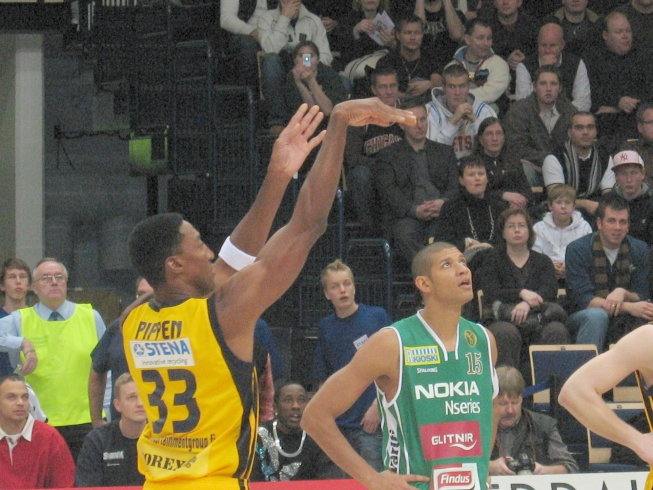
フィンランドで3年ぶりにコートに復帰したピッペン（2008年）

1998年にピッペンはヒューストン・ロケッツにサイン・アンド・トレードで移籍した。ロケッツは前年に「ビッグ3」の一人だったクライド・ドレクスラーが引退しており、ピッペンはその後釜におさまり、ついに念願の高額契約(年俸1000万ドル程度と言われた)も手にした。ロケッツはアキーム・オラジュワンとチャールズ・バークレーと共にNBA史上有数のトリオになり優勝候補であったが、オラジュワンとバークレーは年齢から来る故障で欠場が多く、ヘッドコーチのルディ・トムジャノビッチもピッペンを上手く活躍させる方法を見つけられずにただ出場時間だけはやたらと長くさせるような起用法を採らざるを得なかった。ピッペンの成績もブルズ時代より低下し、チームは安定感を欠きプレイオフでは1回戦でシャキール・オニールとコービー・ブライアントのロサンゼルス・レイカーズに敗退した。シーズン終盤には以前は親友だったバークレーとの関係も悪化し、互いを批判するようになった。ピッペンはこのチームで自分が思っていた役割が与えられなかったことに不満を述べていた。
翌年、ピッペンはポートランド・トレイルブレイザーズに移籍した。層の厚いチームで出場時間は減り、従って個人成績も下がったがピッペンはチームのキーマンとして活躍。若くて才能溢れるチームの中で、優勝経験を持つピッペンは貴重なベテランであり、また抜群のチームリーダーの一人であった。ピッペン自身も、自分は「ボンド」接着剤のような存在で、チームを一つにする役割は自分の仕事だと認識していた。試合中に、若い選手達に駆け寄りアドバイスをする姿がしばしば見られ、闘志あふれる姿勢で先陣切ってチームを引っ張っていた。ブレイザーズは59勝23敗の好成績でプレイオフに進出した。カンファレンス・ファイナルでこの年からかつてのブルズのコーチだったフィル・ジャクソンが指揮を執るロサンゼルス・レイカーズと対戦した。レイカーズはその年、ジャクソンの手腕による改革が成功し、リーグ1位の67勝を挙げる強さだったが、ジャクソンの信条であるトライアングル・オフェンスにレイカーズの選手がまだ馴染んでいないのを見て取ったピッペンは相手の攻撃パターンを読み切って次々とスティールを奪う活躍をみせる。このシリーズで1試合8スティールを記録したこともあり、それまでマイケル・ジョーダンが保持していたプレーオフの通算スティール数記録をピッペンは更新している。(現在も本人が記録を保持。)格上だったレイカーズを第7戦まで追い詰めたが、大量のリードを奪っていたこの試合の第4クオーターでブレイザーズは11本連続でシュートを外すという悪夢に見舞われ、レイカーズの猛追と逆転を許し3勝4敗で敗れ去った。レイカーズのリック・フォックスとは激しい舌戦を繰り広げて、マスコミにも注目を浴びた。また、若きコービー・ブライアントとも激しい一対一を展開して、ライバル関係をむき出しにして闘った。このシリーズはハック・ア・シャックが最も使われたシリーズの1つとしても知られている。
天下分け目ともいうべき2000年のレイカーズとの決戦に敗れて優勝を逃して以来、ブレイザーズはチームの改革が徐々に裏目に出るようになる。トレードやコーチの交代も結果として失敗が多く、翌2000-01シーズンのブレイザーズは50勝、その次のシーズンは49勝という結果でピッペンの個人成績も徐々に低下していた。プレイオフではこの2シーズンともレイカーズに1回戦で3連敗し、優勝には遠く及ばない状態だった。2002-03シーズンのプレイオフでは1回戦でダラス・マーベリックス相手に3勝4敗と健闘したもののここでシーズンを終えた。
2003年にかつてのチームメートであったジョン・パクソンがゼネラル・マネジャーになったのを期に、シカゴ・ブルズに復帰した。しかし38歳という年齢と怪我のため、あまり試合に出場して姿を見せることはなく、翌シーズン開始前の2004年10月5日に引退を表明した。彼が一貫して付けていた背番号33番はブルズの永久欠番となった。
2008年1月にピッペンは3年ぶりに現役に復帰し、フィンランドのTorpan Pojatで2試合、スウェーデンのSundsvall Dragonsで1試合に出場した。

## 個人成績

### NBAレギュラーシーズン
| シーズン  | チーム    | GP    | GS    | MPG  | FG%  | 3P%  | FT%  | RPG | APG | SPG | BPG | PPG  |
| --------- | --------- | ----- | ----- | ---- | ---- | ---- | ---- | --- | --- | --- | --- | ---- |
| 1987–88   | CHI       | 79    | 0     | 20.9 | .463 | .174 | .576 | 3.8 | 2.1 | 1.2 | 0.7 | 7.9  |
| 1988–89   | CHI       | 73    | 56    | 33.1 | .476 | .273 | .668 | 6.1 | 3.5 | 1.9 | 0.8 | 14.4 |
| 1989–90   | CHI       | 82    | 82    | 38.4 | .489 | .250 | .675 | 6.7 | 5.4 | 2.6 | 1.2 | 16.5 |
| 1990-91†  | CHI       | 82    | 82    | 36.8 | .520 | .309 | .706 | 7.3 | 6.2 | 2.4 | 1.1 | 17.8 |
| 1991-92†  | CHI       | 82    | 82    | 38.6 | .506 | .200 | .760 | 7.7 | 7.0 | 1.9 | 1.1 | 21.0 |
| 1992-93†  | CHI       | 81    | 81    | 38.6 | .473 | .237 | .663 | 7.7 | 6.3 | 2.1 | 0.9 | 18.6 |
| 1993–94   | CHI       | 72    | 72    | 38.3 | .491 | .320 | .660 | 8.7 | 5.6 | 2.9 | 0.8 | 22.0 |
| 1994–95   | CHI       | 79    | 79    | 38.2 | .480 | .345 | .716 | 8.1 | 5.2 | 2.9 | 1.1 | 21.4 |
| 1995-96†  | CHI       | 77    | 77    | 36.7 | .463 | .374 | .679 | 6.4 | 5.9 | 1.7 | 0.7 | 19.4 |
| 1996-97†  | CHI       | 82    | 82    | 37.7 | .474 | .368 | .701 | 6.5 | 5.7 | 1.9 | 0.6 | 20.2 |
| 1997-98†  | CHI       | 44    | 44    | 37.5 | .447 | .318 | .777 | 5.2 | 5.8 | 1.8 | 1.0 | 19.1 |
| 1998–99   | HOU       | 50    | 50    | 40.2 | .432 | .340 | .721 | 6.5 | 5.9 | 2.0 | 0.7 | 14.5 |
| 1999–00   | POR       | 82    | 82    | 33.5 | .451 | .327 | .717 | 6.3 | 5.0 | 1.4 | 0.5 | 12.5 |
| 2000–01   | POR       | 64    | 60    | 33.3 | .451 | .344 | .739 | 5.2 | 4.6 | 1.5 | 0.6 | 11.3 |
| 2001–02   | POR       | 62    | 60    | 32.2 | .411 | .305 | .774 | 5.2 | 5.9 | 1.6 | 0.6 | 10.6 |
| 2002–03   | POR       | 64    | 58    | 29.9 | .444 | .286 | .818 | 4.3 | 4.5 | 1.6 | 0.4 | 10.8 |
| 2003–04   | CHI       | 23    | 6     | 17.9 | .379 | .271 | .630 | 3.0 | 2.2 | 0.9 | 0.4 | 5.9  |
| 通算:17年 | 通算:17年 | 1,178 | 1,053 | 34.9 | .473 | .326 | .704 | 6.4 | 5.2 | 2.0 | 0.8 | 16.1 |
| All-Star  | All-Star  | 7     | 6     | 24.7 | .442 | .318 | .625 | 5.6 | 2.4 | 2.4 | 0.9 | 12.1 |

### プレイオフ
| シーズン | チーム | GP  | GS  | MPG  | FG%  | 3P%  | FT%   | RPG  | APG | SPG | BPG | PPG  |
| -------- | ------ | --- | --- | ---- | ---- | ---- | ----- | ---- | --- | --- | --- | ---- |
| 1988     | CHI    | 10  | 6   | 29.4 | .465 | .500 | .714  | 5.2  | 2.4 | 0.8 | 0.8 | 10.0 |
| 1989     | CHI    | 17  | 17  | 36.4 | .462 | .393 | .640  | 7.6  | 3.9 | 1.4 | 0.9 | 13.1 |
| 1990     | CHI    | 15  | 14  | 40.8 | .495 | .323 | .710  | 7.2  | 5.5 | 2.1 | 1.3 | 19.3 |
| 1991†    | CHI    | 17  | 17  | 41.4 | .504 | .235 | .792  | 8.9  | 5.8 | 2.5 | 1.1 | 21.6 |
| 1992†    | CHI    | 22  | 22  | 40.9 | .468 | .250 | .761  | 8.8  | 6.7 | 1.9 | 1.1 | 19.5 |
| 1993†    | CHI    | 19  | 19  | 41.5 | .465 | .176 | .638  | 6.9  | 5.6 | 2.2 | 0.7 | 20.1 |
| 1994     | CHI    | 10  | 10  | 38.4 | .434 | .267 | .885  | 8.3  | 4.6 | 2.4 | 0.7 | 22.8 |
| 1995     | CHI    | 10  | 10  | 39.6 | .443 | .368 | .676  | 8.6  | 5.8 | 1.4 | 1.0 | 17.8 |
| 1996†    | CHI    | 18  | 18  | 41.2 | .390 | .286 | .638  | 8.5  | 5.9 | 2.6 | 0.9 | 16.9 |
| 1997†    | CHI    | 19  | 19  | 39.6 | .417 | .345 | .791  | 6.8  | 3.8 | 1.5 | 0.9 | 19.2 |
| 1998†    | CHI    | 21  | 21  | 39.8 | .415 | .228 | .679  | 7.1  | 5.2 | 2.1 | 1.0 | 16.8 |
| 1999     | HOU    | 4   | 4   | 43.0 | .329 | .273 | .808  | 11.8 | 5.5 | 1.8 | 0.8 | 18.3 |
| 2000     | POR    | 16  | 16  | 38.4 | .419 | .300 | .743  | 7.1  | 4.3 | 2.0 | 0.4 | 14.9 |
| 2001     | POR    | 3   | 3   | 39.0 | .421 | .176 | .667  | 5.7  | 2.3 | 2.7 | 0.7 | 13.7 |
| 2002     | POR    | 3   | 3   | 33.0 | .409 | .545 | .875  | 9.3  | 5.7 | 1.3 | 0.7 | 16.3 |
| 2003     | POR    | 4   | 1   | 18.8 | .409 | .333 | 1.000 | 2.8  | 3.3 | 0.0 | 0.0 | 5.8  |
| Career   | Career | 208 | 200 | 39.0 | .444 | .303 | .724  | 7.6  | 5.0 | 1.9 | 0.9 | 17.5 |

## プレイスタイルと業績
スコッティは運動能力が高く、また得点能力やアシスト、リバウンド、スティールに秀いでており、さらに1対1のディフェンスもチームディフェンスもトップクラスという万能型のフォワードだった。スモールフォワードのポジションでありながら、一流のガードにも匹敵する程のボールハンドリング、パスセンス等を持ち合わせており、いわゆるポイントフォワードの代表的存在でもある。オールラウンドさとチームプレーはジョーダン以上とも評されるほどである。彼のユーティリティー性はブルズの攻撃システムであるトライアングル・オフェンスにおいては欠かす事のできない存在であった。「スコッティがいれば自分はもっとうまくプレイできる」と語るチームメートもいたように、味方の能力をさらに引き出せるチームプレイヤーだった。「後期スリーピートはスコッティがいなければ絶対に達成されなかった。」とジョーダンも最大級の評価をしている。
かつての仇敵であり、後にチームメイトとなったデニス・ロッドマンは早くから彼の才能を評価していたが、自著でも「ディフェンダーとしても、リバウンダーとしてもすごい。さらにジョーダンと同じようにコートのどの場所からでもどんな体勢からでもシュートを放って決めることができる。敵だったときよりも味方になってさらにそのすごさがわかる」と語っていた。
それらの能力以上に、バスケットのセンス、頭脳は抜群だった。あまり学業成績は良くなかったが、バスケットのIQでは天才に近かったとフィル・ジャクソンも語っていた。ジャクソンが使っていたトライアングル・オフェンスというシステムの理解と運用に非凡な才能を発揮し、後期の3連覇の頃はコート上でゲームを組み立てるのはほとんどピッペンが行っていた。相手のディフェンスの状況を読んで適切な攻撃を選択し、さらに、相手がトライアングル・オフェンスの攻撃を読んでいると判断したときは自分だけ即座にトライアングルから外れて攻撃を仕掛けるといったプレーもやってのけた。
万能選手として有名なピッペンだが、弱点として挙げられるのがフリースローである。キャリア通算でレギュラーシーズンでは68％程度、プレイオフでも70％台と、その得点力の割には確率が悪い。来日して日本のテレビ番組、筋肉番付に出演したときにも「ナイン・フープス」を2つしか決めることができなかった。また、ごく普通のミドルシュートも比較的苦手としている。相手を振り切る能力は高いがシュート自体は下手くそだとルーキーの頃は酷評されることが多かった。それを補うためバックボードをつかったバンクシュートを割合多く使っていた。ディフェンスのセンスは抜群だったが、体格的にはあまり大柄とはいえなかったため力で押してくるような選手とマッチアップしたときは抑えきれないような場面もみられた。
全般的に、全てのプレーをこなすことはできる反面、ジョーダンと比較しても各々のプレー、シュートなどの成功率はやや低く、若い頃は好不調の波も大きかった。3ポイントシュートなどもあまり成功率は高くはなかったが、アウトサイドでボールを保持する場面が多かったため打つ機会は多く、ここ一番の場面での成功率の高さゆえにインパクトは強かった。NBAファイナルで1試合で7本の3ポイントシュートを決めたこともある。
1992年にはオールNBAファーストチームに選出され、名実ともにリーグを代表するフォワードとなった。またディフェンスに関してはリーグきっての名手と目されるようになり、1992年から1999年まで連続でオールNBAディフェンシブファーストチームに選ばれている。1996年には50周年を迎えた「NBAが選んだ50人の最優秀選手」の1人にも選出された。

## その他
- 1992年バルセロナオリンピックにドリームチームの一員に選ばれ、金メダルを獲得している。また1996年アトランタオリンピックのドリームチームにも選ばれており、2つ目の金メダルを獲得している。
- 入団以来16シーズン連続でプレイオフに進出しており、カリーム・アブドゥル=ジャバーとロバート・オーリーに次ぎ、プレーオフの試合数は、歴代3位である。
- 日本との関係では、マツダ・デミオのCMに出演したことがある。しかしそのCM期間中に飲酒運転で免許が取り消しされて放送打ち切りになったことから賠償問題に発展し、後に本人がマツダの当時の親会社だったフォード・モーター本社に謝罪しに行ったことがある。
- 最初のブルズ3連覇の時期に最初の結婚をし、その後離婚している。ジョーダンが引退していた時期に婚約者の女性が登場し、すでに娘も生まれていたが、復活優勝したシーズン中にピッペンが婚約者に対して暴力をふるったと訴えられ、その後その婚約者とは別れている。時期を同じくして別の女性から生まれた子供の父親がDNA鑑定の結果ピッペンであることが確実と判断されて認知を求められた。その後、5回目の優勝を決めた後に別の女性と結婚をし、現在に至っている。
- その頭脳的でクレバーなプレイスタイルとは裏腹に、あまり一般的なマナーは良くなく、数々のトラブルも引き起こしている。拳銃の不法所持が発覚したこともあり、試合中にレフェリーに向かって椅子を投げつけたりしたこともあった。
- バスケットシューズは一貫してナイキと契約していた。しかし、新人の時から自分専用のモデルを作ってもらっていたジョーダンとは異なり、（実質的にはピッペンが着用することを前提にして設計されたものが多かったとはいえ）汎用モデルを10年近く履き続け、その後やっとピッペンの名前を付けたシューズが発売された。
- 甥はbjリーグなどでプレーしていたウィリアム・ピッペンである。また息子のスコッティ・ピッペン・ジュニアもバスケットボール選手であり、現在はNCAAのヴァンダービルト大学でプレーしている。
- テレビドラマに本人役でゲスト出演をしている。出演したのは「ER 緊急救命室」第2シーズン第15話、「シカゴ・ファイア」第3シーズン第23話、「フアン家のアメリカ開拓記」第1シーズン第11話、リーサル・ウェポン第2シーズン第7話である。
- ピッペンの身長は203cmとなっているが、201cmともいわれている。

## 業績
- NBAチャンピオン：1991-1993, 1996-1998 （6回）
- オールスター選出：1990, 1992-1997 （7回）
  - オールスターMVP：1994
- オールNBAチーム選出 （計7回）
  - 1stチーム：1994-1996 （3回）
  - 2ndチーム：1992, 1997 （2回）
  - 3rdチーム：1993, 1998 （2回）
- オールNBAディフェンシブ選出 （計10回）
  - 1stチーム：1992-1999 （8回）
  - 2ndチーム：1991, 2000 （2回）